# Rhipha albiplaga
Rhipha albiplaga är en fjärilsart som beskrevs av William Schaus 1905. Rhipha albiplaga ingår i släktet Rhipha och familjen björnspinnare. Inga underarter finns listade.